# Carimate
Carimate (lombardul: Carimaa) település Olaszországban, Lombardia régióban, Como megyében. Lakosainak száma 4363 fő (2023. január 1.). Carimate Cantù, Cermenate, Figino Serenza, Novedrate és Lentate sul Seveso községekkel határos.

## Népesség
A település népességének változása:
| Lakosok száma | 4503 | 4530 | 4363 |
|               | 2017 | 2018 | 2023 |